# 길버트 롤랜드

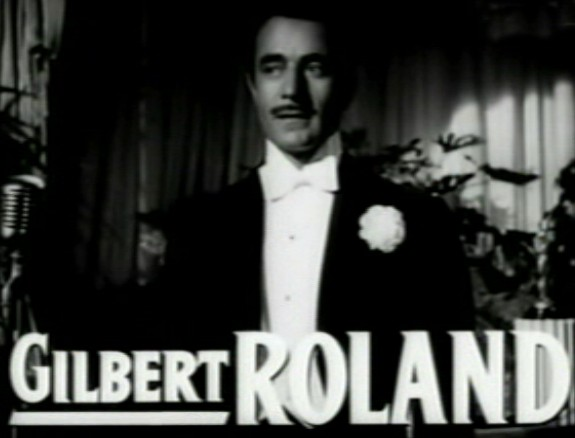

길버트 롤랜드(Gilbert Roland, 1905년 12월 11일 ~ 1994년 5월 15일)는 미국의 영화배우, 텔레비전 배우이다.
시우다드후아레스에서 태어났으며 베벌리힐스에서 사망하였다. 사인은 암이다.

## 영화
- 바바로사 (1982년)
- 카보블란코 (1980, Caboblanco)
- 블랙 펄 (1977년)
- 바하마의 별 (1977년)
- 조로 (1974년)
- 루슬리스 포 (1968년)
- 헤로인 커넥션 (1966년)
- 현상금 (1965년)
- 샤이안 (1964년)
- 도망자 (1963년)
- 탈출 (1962년)
- 조로 (1957년)
- 쓰리 바이어런트 피플 (1957년)
- 밴디도 (1956년)
- 80일간의 세계일주 (1956년)
- That Lady (1955년)
- 딜론 보안관 (1955년)
- 레이서 (1955년)
- 디즈니랜드 (1954년)
- 에어 코만도 (1953년)
- 마이 식스 컨빅츠 (1952년)
- 파티마의 기적 (1952년)
- 배드 앤 뷰티 (1952년)
- 투우사와 숙녀 (1951년)
- 격노 (1950년)
- 위기 (1950년)
- 위 워 스트레인저스 (1949년)
- 진실한 사랑 (1947년)
- 마이 라이프 위드 캐롤라인 (1941년)
- 시 호크 (1940년)
- 유아레즈 (1939년)
- 다이아몬드 릴 (1933년)
- 콜 허 세비지 (1932년)
- 노 리빙 위트니스 (1932년)
- 뉴욕 나이츠 (1929년)
- 우먼 디스퓨트 (1928년)
- 붉은 비둘기 (1927년)
- 잃어버린 세계 (1925년)